# 瑞典的腓特烈·阿道夫
腓特烈·阿道夫（瑞典語：Fredrik Adolf，1750年7月18日—1803年12月12日），東約特蘭公爵，瑞典國王阿道夫·腓特烈的幼子。
腓特烈·阿道夫與哥哥古斯塔夫三世的關係不好，經常在母親路易絲·烏爾莉卡與古斯塔夫三世的爭執中站在母親的一方。儘管擁有過許多情婦，腓特烈·阿道夫終生未婚。1803年，腓特烈·阿道夫於法國蒙佩利爾去世。